# Lista de regiões administrativas do Distrito Federal por renda per capita
Esta é uma lista de regiões administrativas do Distrito Federal brasileiro por renda per capita segundo a Pesquisa Distrital por Amostra de Domicílio 2018 da CODEPLAN

## Lista
| Posição | Região administrativa | Renda per capita |
| ------- | --------------------- | ---------------- |
| 1       | Lago Sul              | 8.317,40         |
| 2       | Sudoeste/Octogonal    | 7.073,70         |
| 3       | Brasília              | 6.778,00         |
| 4       | Lago Norte            | 6.362,30         |
| 5       | Park Way              | 5.902,90         |
| 6       | Jardim Botânico       | 5.861,90         |
| 7       | Águas Claras          | 4.407,50         |
| 8       | SIA                   | 3.815,20         |
| 9       | Cruzeiro              | 3.754,80         |
| 10      | Guará                 | 3.642,60         |
| 11      | Vicente Pires         | 2.686,60         |
| 12      | Núcleo Bandeirante    | 2.381,10         |
| 13      | Sobradinho II         | 2.362,20         |
| 14      | Taguatinga            | 2.206,60         |
| 15      | Sobradinho            | 2.192,30         |
| 16      | Gama                  | 1.596,40         |
| 17      | Candangolândia        | 1.415,70         |
| 18      | São Sebastião         | 1.351,20         |
| 19      | Riacho Fundo          | 1.310,40         |
| 20      | Planaltina            | 1.140,20         |
| 21      | Brazlândia            | 1.118,90         |
| 22      | Ceilândia             | 1.116,10         |
| 23      | Samambaia             | 992.30           |
| 24      | Santa Maria           | 977,00           |
| 25      | Itapoã                | 925,80           |
| 26      | Recanto das Emas      | 857,60           |
| 27      | Varjão                | 834,20           |
| 28      | Paranoá               | 826,80           |
| 29      | Fercal                | 813,40           |
| 30      | Riacho Fundo II       | 797,10           |
| 31      | SCIA                  | 570,30           |